# Корколис, Стефанос
Сте́фанос Корколи́с (род. 12 сентября 1960, Афины) — греческий певец и композитор.

## Биография
В возрасте четырёх лет начал импровизировать на фортепиано. Год спустя дебютировал перед аудиторией. Затем была учёба в Афинской консерватории. Получил 1-й приз в фортепианном конкурсе «Kaiti Papaioannou».
После консерватории учился на композиторском отделении в «École Normale». Был награждён 1-м призом жюри при международном фестивале современного танца «Val de Marne».
В 1991 г. представил композицию «Thalassa» на открытии европейских соревнований по плаванию. В 1990-е годы сотрудничал с иностранными оркестрами, такими как «Prague Radio Orchestra», «Sofia Radio Orchestra», «Amadeus Orchestra» как солист и композитор.
Участвовал в фестивалях мира. Написал гимн для международных Олимпийских игр.
В 2003 году участвовал в мировом туре с португальской певицей Дулсе Понтеш, будучи её постоянным аккомпаниатором.
Корколис пишет музыку для телевидения и театра. В ноябре 2005 года музыкальный спектакль «Дон Кихот» с его музыкой был поставлен национальным театром Греции. Сотрудничал как автор песен с разными артистами в Греции и за границей. В октябре 2006 года вышел альбом «АлеАда» российской певицы Линды, где Корколис принимал участие как композитор, аранжировщик и продюсер.
С конца 2005 года являлся гражданским мужем Линды, в январе 2012 года они обвенчались в Греции. Весной 2014 года они разошлись. Их творческое сотрудничество также прекратилось.
В 2014 году у композитора был обнаружен рак лёгких.